# 興廉 (咸豐舉人)
興廉（？年—？年），字石海，馬佳氏，满洲镶红旗人。晚清大臣，咸豐二年（1852年）壬子科繙譯舉人。

## 履歷
- 少詹事[1]
- 光緒四年（1878年），詹事。[2]
- 光緒五年（1879年），內閣學士[3]
- 光緒五年（1879年），工部右侍郎[4]
- 鑲白旗蒙古副都統[5]
- 光緒九年（1883年），工部左侍郎[6]
- 光緒十年（1884年），倉場侍郎[7]
- 光緒二十四年（1898年），庫倫辦事大臣[8]